# Прва лига Републике Српске у фудбалу 2020/21.
m:tel Прва лига Републике Српске у фудбалу 2020/21. је двадесет шеста по реду сезона Прве лиге Републике Српске у фудбалу у организацији Фудбалског савеза Републике Српске. Сезона је почела 08. августа 2020. године, док је последње коло одиграно 29. маја 2021.
У односу на прошлу сезону, када је бројала 10 клубова, лига је проширена на 16 клубова. Одлука је дочекана са одобравањем од клубова, мада је контроверзу изазвао начин како је попуњена лига.
Лига је ове сезоне добила по први пут и генералног спонзора, компанију м:тел.

## Састав
| Клуб                  | Мјесто           | Позиција претходне сезоне    |
| --------------------- | ---------------- | ---------------------------- |
| Борац                 | Козарска Дубица  | 1. у Другој лиги РС - Запад  |
| Дрина                 | Зворник          | 2. у Другој лиги РС - Исток  |
| Жељезничар Sport Team | Бања Лука        | 4.                           |
| Звијезда 09           | Бијељина         | 12. у Премијер лиги БиХ      |
| Јединство             | Брчко            | 9.                           |
| Козара                | Градишка         | 3.                           |
| Леотар                | Требиње          | 1. у Другој лиги РС - Исток  |
| Љубић                 | Прњавор          | 4. у Другој лиги РС - Запад  |
| Модрича Алфа          | Модрича          | 5.                           |
| Подриње               | Јања             | 8.                           |
| Рудар                 | Приједор         | 2.                           |
| Славија               | Источно Сарајево | 6.                           |
| Слобода               | Нови Град        | 14. у Другој лиги РС - Запад |
| Слога                 | Добој            | 3. у Другој лиги РС - Запад  |
| Сутјеска              | Фоча             | 6. у Другој лиги РС - Исток  |
| Текстилац             | Дервента         | 7.                           |

## Табела
| Pos | Тим                   | О  | П  | Н  | И  | ГД | ГП | ГР  | Бод. | Промоција и испадање     |
| --- | --------------------- | -- | -- | -- | -- | -- | -- | --- | ---- | ------------------------ |
| 1   | Рудар Приједор        | 30 | 19 | 6  | 5  | 51 | 20 | +31 | 63   | Пласман у Премијер лигу  |
| 2   | Леотар                | 30 | 14 | 12 | 4  | 47 | 27 | +20 | 54   | Пласман у Премијер лигу  |
| 3   | Звијезда 09           | 30 | 15 | 8  | 7  | 50 | 33 | +17 | 53   |                          |
| 4   | Жељезничар Sport Team | 30 | 12 | 10 | 8  | 46 | 37 | +9  | 46   |                          |
| 5   | Текстилац             | 30 | 13 | 6  | 11 | 35 | 36 | −1  | 45   |                          |
| 6   | Слобода Нови Град     | 30 | 12 | 8  | 10 | 25 | 27 | −2  | 44   |                          |
| 7   | Модрича Алфа          | 30 | 12 | 7  | 11 | 52 | 37 | +15 | 43   |                          |
| 8   | Козара                | 30 | 11 | 9  | 10 | 34 | 28 | +6  | 42   |                          |
| 9   | Славија               | 30 | 10 | 11 | 9  | 30 | 33 | −3  | 41   |                          |
| 10  | Борац Козарска Дубица | 30 | 11 | 6  | 13 | 35 | 38 | −3  | 39   |                          |
| 11  | Слога Добој           | 30 | 9  | 11 | 10 | 34 | 29 | +5  | 38   |                          |
| 12  | Љубић                 | 30 | 11 | 5  | 14 | 45 | 45 | 0   | 38   |                          |
| 13  | Дрина Зворник         | 30 | 10 | 8  | 12 | 39 | 50 | −11 | 38   |                          |
| 14  | Сутјеска              | 30 | 10 | 5  | 15 | 39 | 40 | −1  | 35   |                          |
| 15  | Подриње Јања          | 30 | 5  | 6  | 19 | 17 | 56 | −39 | 21   |                          |
| 16  | Јединство Брчко       | 30 | 4  | 6  | 20 | 29 | 72 | −43 | 18   | Испадање у Другу лигу РС |

1. ↑  Леотар је  постао члан Премијер лиге за сезону 2021/22. као замјена за Крупу која није добила лиценцу за наступ у тој сезони, иако је у претходној сезони првобитно обезбиједила опстанак.[3]